# Hi phi
Hi phi Sát Cáp Lạp thị (tiếng Trung: 禧妃察哈拉氏, ? - 1877) là một phi tần của Thanh Văn Tông Hàm Phong Đế. Bà là một trong Tứ Xuân nương nương trong hậu cung Hàm Phong, có phong hiệu Hải Đường Xuân (海棠春).

## Cuộc đời
Hi phi Sát Cáp Lạp thị, xuất thân Mãn Châu Chính Bạch kỳ. Không rõ thời gian bà nhập cung, nhưng bà lấy danh phận Cung nữ mà sung vào cung. Điểm chung của Tứ Xuân nương nương là họ đều xuất thân Cung nữ và sống ở Viên Minh Viên. Qua đây có thể nhận thấy xuất thân của Sát Cáp Lạp thị không tồi, nhưng không rõ tại sao bà lại thăng tiến phi tần từ bậc Cung nữ.
Năm Hàm Phong thứ 6 (1856), ngày 7 tháng 9, Sát Cáp Lạp thị được sơ phong là Hi quý nhân (禧貴人), ban cho bà phong hiệu Hải Đường Xuân (海棠春), Vương Cát Quý nhân là Mẫu Đơn Xuân (牡丹春), Diệp Hách Na Lạp Lục Quý nhân là Vũ Lăng Xuân (武陵春), và Trường Khánh Quý nhân là Hạnh Hoa Xuân (杏花春) tạo thành một nhóm các phi tần sống ở Viên Minh Viên, đương thời gọi Tứ Xuân nương nương (四春娘娘).
Tháng 7 năm Hàm Phong thứ 11 (1861), Hàm Phong Đế băng hà, Hoàng thái tử Tải Thuần đăng cơ trở thành Hoàng đế thứ 10 của nhà Thanh, sử gọi [Đồng Trị Đế]. Đích mẫu của Đồng Trị, Hoàng hậu Nữu Hỗ Lộc thị, Chính cung của Hàm Phong Đế được tôn làm Mẫu hậu Hoàng thái hậu, lấy hiệu Từ An Hoàng thái hậu; sinh mẫu Ý Quý phi Diệp Hách Na Lạp thị trở thành Thánh mẫu Hoàng thái hậu, lấy hiệu Từ Hi Hoàng thái hậu. Ngày 10 tháng 10 cùng năm, phụng ý chỉ của Lưỡng cung Hoàng thái hậu, tấn tôn Hi quý nhân Sát Cáp Lạp thị làm Hoàng khảo Hi tần (皇考禧嬪), đồng thời thăng phong cho ba vị còn lại của Tứ Xuân nương nương bậc Tần.
Năm Đồng Trị thứ 14 (1875), Đồng Trị Đế băng hà, Hoàng thân Tải Điềm kế vị, sử gọi [Quang Tự Đế]. Ngày 16 tháng 11, Tân đế thừa dụ Lưỡng cung Hoàng thái hậu, tôn phong Hi tần Sát Cáp Lạp thị lên tước Phi, toàn gọi Hoàng khảo Hi phi (皇考禧妃), đối với ba vị còn lại của Tứ Xuân nương nương cũng đãi ngộ tương đương. Qua việc liên tục tôn phong qua các đời, có thể thấy bản thân Sát Cáp Lạp thị cùng Tứ xuân nương nương có mối quan hệ tốt đẹp với những nhân vật đứng đầu Hoàng thất, đặc biệt là Lưỡng cung Hoàng thái hậu.
Năm Quang Tự thứ 2 (1877), Hi phi Sát Cáp Lạp thị hoăng thệ, không rõ bao nhiêu tuổi kim quan tạm an ở Phi viên tẩm của Định lăng. Qua ghi chép về tang lễ, có thể thấy Sát Cáp Lạp thị lấy lễ theo nghi tước Quý phi mà an táng. Điều này thể hiện sự ưu ái đặc biệt của Hoàng thất dành cho Hi phi, cùng với sau này là Lục phi Diệp Hách Na Lạp thị. Thần vị của bà sau đó được thờ cúng tại Định lăng.